# Gunnar Johansen
Gunnar Johansen (21. januar 1906 i København – maj 1991 i Madison Wisconsin) var en dansk-amerikansk pianist og komponist. Han var bror til skuespilleren Sigfred Johansen (1908-1953).
Han var elev af Victor Schiøler og senere Edwin Fischer og Egon Petri. I 1920-erne turnerde han som koncertpianist og fra 1929 bosatte han sig i USA. Han boede først i Californien, hvor han i nogle år havde en ugentlig radioudsendelse med klavermusik på NBC-radio i San Francisco. Han spillede også med kendte dirigenter som Bruno Walter og Pierre Monteux. I 1939 blev han ansat som ”Artist in Resident” ved University of Wisconsin i Madison. Her holdt han musikhistoriske forelæsninger med musik spillet af ham selv med så stor succes, at men på et tidspunkt måtte begrænse tilstrømningen til de 750 personer, der kunne være i salen.
Han indrettede sit hjem med optagefacilliter, båndoptagere og redigeringsudstyr og lavede sit eget plademærke. Og fra 1953 leverede han en imponerende mængde musik indspillet af ham selv. Han udsendte Bachs samlede klaverværker, en meget stor del af Liszts musik, Ferruccio Busonis samlede klavermusik og mange andre ting. Han indspillede også over 500 klaversonater, der blev improviseret frem direkte til mikrofonen. Han komponerede dog også på traditionel maner på papir, og den del af hans kompositioner er udgivet, men hans musik har ikke vundet den store udbredelse.
Derudover kastede han sin energi i musikforskning og andre intellektuelle discipliner. Hans efterladte bibliotek rummer en stor mængde filosofisk litteratur og han oversatte Georg Brandes’ Kirkegaard-biografi til engelsk. I begyndelsen af 1960’erne grundlagde han et ”Leonardo Academy”, der skulle fremme forskning og forståelse på tværs af de videnskabelige discipliner, inspireret af Leonardo da Vinci. 

## Musik
- 3 klaverkoncerter (1930, 1970, 1981)
- East-West Cantata (kvindekor, klaver træblæsere og slagtøj – 1943)
- Pastorale i 4 satser (orkester, klaver og blokfløjter – 1946/1948)
- Trilogie der Leidenschaft (klaver -1949)
- 44 klaversonater (1941-1954)
- Variations, Disguises, and Fugue, on a Merry Theme of Cyrus McCormick (orkester – 1937)
- 3 violinsonater
- strygekvartetter
- musik for obo
- vokalmusik
- 42 Psalms of David for Piano improvised on tape (1955)
- 515 piano sonatas improvised directly on the keyboard and recorded on tape (1952-1982).

## Pladeindspilninger
- Bachs samlede klaverværker (43 LP'er)
- dele af Liszts klavermusik (51 LP'er)
- Ferruccio Busoni (7 LP'er)
- Ignaz Friedmanns samlede klaverværker (7 dele)
- Egne klaverværker (20 dele)
- Værker af Edvard Grieg , Ernő Dohnányi, Leopold Godowsky, Chopin og andre
- kammermusik med Rudolf Kolisch og Pro Arte-kvartetten
- Koncertindspilninger med værker af Liszt, Chopin, Beethoven, Ferruccio Busoni, Selim Palmgren, Sergej Rachmaninov og ham selv